# 國立北港高級農工職業學校
國立北港高級農工職業學校（英語校名：National Pei-Kang Agricultural & Industrial Vocational High School，縮寫PKVS），簡稱北港農工、北農，是一所位於中華民國臺灣省雲林縣北港鎮的國立技術型高級中等學校。

## 校史
日本統治下的1941年4月創校，初名為「台灣公立北港專修農業學校」。中華民國接收臺灣後，1946年2月更名為「台南縣立北港初級農業學校」。1950年10月，中華民國在台灣省實施地方自治，行政區域調整，改隸雲林縣，易銜為「雲林縣立北港農業職業學校」。1955年8月奉准增設高中部並設置畜牧獸醫科。
1961年增設農藝科。1964年8月初級部奉令停辦，改辦附設初中部。1968年8月實施九年國民義務教育，配合省辦高中，縣市辦初中政策，改制為「台灣省立北港高級農業職業學校」。1969年8月奉准辦理工科，初設機工、化驗兩科，並易名為「台灣省立北港高級農工職業學校」。
1971年8月增設電工科，並將原有之農藝科改為農業機械科。1972年8月奉准設立附設高級工業職業進修補習學校，初設機工科。1973年8月增設電工科，奉准試辦農場經營實驗班。1976年8月農場經營實驗班改為農場經營科。1974年8月奉准將化驗科改為化工科。
1983年8月附設高級工業職業進修補習學校改辦延長國民義務教育職業技能班。1988年8月延長國民義務教育職業技能班改招機械修護科、電機修護科各乙班，男女兼收。1989年8月延長國民義務教育職業技能班因機械修護科招生困難，全部改招電機修護科。1994年8月延長國民義務教育職業技能班改辦為實用技能班。1994年8月奉准試辦特殊教育實驗班，附屬於農場經營科。1997年8月奉准辦理國中技藝班。台灣省虛級化之後，在2000年2月奉命隸屬中央，改名為「國立北港高級農工職業學校」。
2000年因應社會需求，將實用技能班電機修護科一班改為微電腦修護科。2008年電機修護科停招一年級，微電腦修護科調至日間部上課。
2002年8月成立資訊科為雲嘉地區唯一國立高職資訊科。

### 歷任校長
資料來源：
| 任別     | 姓名       | 任期                 | 異動原因               | 備註                                           |
| 日治時期 | 日治時期   | 日治時期             | 日治時期               | 日治時期                                       |
| -------- | ---------- | -------------------- | ---------------------- | ---------------------------------------------- |
| 第一任   | 轟武氏     | 1941年4月—1943年2月  | 離職。                 | 創校首任。                                     |
| 第二任   | 伊良皆高要 | 1943年3月—1945年12月 | 戰後，離校。           | 日治時期，末任。                               |
| 民國時期 |            |                      |                        |                                                |
| 第一任   | 賴溪沙     | 1945年12月—1948年2月 | 調職、不詳。           | 戰後，首任。                                   |
| 第二任   | 蔡廷駿     | 1948年2月—1968年7月  | 退休。                 |                                                |
| 第三任   | 延文       | 1968年8月—1975年1月  | 調任省立瑞芳高工校長。 |                                                |
| 第四任   | 徐均       | 1975年2月—1985年1月  | 調任省立埔里高中校長。 |                                                |
| 第五任   | 溫興春     | 1985年2月—1987年1月  | 就任立法委員。         | 當選為立法院第一屆第五次增額立法委員。         |
| 第六任   | 趙錦水     | 1987年2月—1992年1月  | 調任省立秀水高工校長。 |                                                |
| 第七任   | 徐明昇     | 1992年2月—2002年1月  | 退休。                 | 原雲林縣立崙背國民中學校長轉任，屆齡退休。     |
| 第八任   | 詹木在     | 2002年2月—2006年1月  | 退休。                 | 原國立嘉義啟智學校校長轉任，屆齡退休。         |
| 第九任   | 張錫輝     | 2006年2月—2009年7月  | 退休。                 |                                                |
| 第十任   | 王金樑     | 2009年8月—2016年7月  | 退休。                 |                                                |
| 第十一任 | 廖宏瑩     | 2016年8月—2021年7月  | 退休。                 | 原國立員林高級農工職業學校校長轉任，屆齡退休。 |
| 第十二任 | 楊長鉿     | 2021年8月—2025年2月  | 退休。                 | 原國立東石高級中學校長轉任，屆齡退休。         |
| 第十三任 | 林孟郁     | 2025年8月接篆視事。  |                        | 原國立苗栗高級農工職業學校教務主任轉任，現任。 |

## 學校象徵

### 校訓
- 北港農工校訓：「創新務實」[3]
- 有想法，就有辦法

### 校歌
北港農工校歌
作詞：蔡廷駿    / 作曲：陳家湖駿    / 編曲：李國光
北港溪畔農工樂園，風景優美技藝精研。
讀書運動愛助騰歡，前程遠大朝氣沖天。
日升月恆　校運綿綿
北港農工億萬斯年，北港農工億萬斯年。

### 校徽

國立北港農工校徽

- 兩鴿展翼為「北」
- 海口為「港」
- 稻穗為「農」
- 齒輪為「工」

## 教學單位
| 工業類科     | 化工科       | 資訊科     |
| 工業類科     | 電機科       | 農業機械科 |
| 工業類科     | 機械科       |            |
| 農業類科     | 畜產保健科   | 農場經營科 |
| 綜合職能科   |              |            |
| 實用技能學程 | 微電腦修護科 |            |

## 行政單位
| 行政單位 | 校長室       | 教務處 |
| 行政單位 | 學生事務處   | 總務處 |
| 行政單位 | 實習處       | 輔導室 |
| 行政單位 | 圖書館       | 人事室 |
| 行政單位 | 主計室       | 教官室 |
| 行政單位 | 第三課程中心 |        |

## 外部連結
- 國立北港高級農工職業學校（页面存档备份，存于）（繁體中文）